# The Mod Squad
The Mod Squad is een Amerikaanse politieserie. Hiervan werden 123 afleveringen gemaakt die oorspronkelijk van 24 september 1968 tot en met 1 maart 1973 werden uitgezonden op ABC. Een op de serie gebaseerde, gelijknamige film verscheen in 1999, met een totaal andere cast.
The Mod Squad werd acht keer genomineerd voor een Golden Globe, die één keer daadwerkelijk werd toegekend: die voor beste hoofdrolspeelster in een dramaserie (Peggy Lipton). Ook werd de serie zeven keer genomineerd voor een Primetime Emmy Award, zonder daarbij in de prijzen te vallen.

## Uitgangspunt
Pete Cochran wordt door zijn rijke ouders uit huis gezet en vervolgens gearresteerd na het stelen van een auto, Linc Hayes wordt opgepakt tijdens de Watts-rellen en Julie Barnes wordt aangehouden wegens landloperij nadat ze is weggelopen van haar zichzelf prostituerende moeder. De drie voorkomen dat ze de gevangenis in hoeven door in te gaan op een voorstel van politiechef Adam Greer: ze gaan als trio werken als undercover onderzoekers voor de politie. Die ziet in de drie vlotte, jonge mensen de mogelijkheid om te infiltreren op plaatsen en binnen subculturen waar het dit zelf niet kan.

## Rolverdeling
*Castleden in alle afleveringen, alle andere personages verschenen minder dan tien keer
- Michael Cole - Pete Cochran
- Clarence Williams III -  Linc Hayes
- Peggy Lipton - Julie Barnes
- Tige Andrews - Adam Greer